# Marcillac-Saint-Quentin
Marcillac-Saint-Quentin is een gemeente in het Franse departement Dordogne (regio Nouvelle-Aquitaine) en telt 728 inwoners (2004). De plaats maakt deel uit van het arrondissement Sarlat-la-Canéda.

## Geografie
De oppervlakte van Marcillac-Saint-Quentin bedraagt 16,6 km², de bevolkingsdichtheid is 43,9 inwoners per km².
De onderstaande kaart toont de ligging van Marcillac-Saint-Quentin met de belangrijkste infrastructuur en aangrenzende gemeenten.

## Demografie
Onderstaande figuur toont het verloop van het inwonertal (bron: INSEE-tellingen).